# Leon (film)
Leon (ve francouzském originále Léon) je francouzský filmový thriller z roku 1994. Režisérem filmu je Luc Besson. Hlavní role ve filmu ztvárnili Jean Reno, Gary Oldman, Natalie Portmanová, Danny Aiello a Michael Badalucco.

## Děj
Leon (Jean Reno) je nájemný vrah, kterého nic nedokáže udržet od jeho cíle. Ovšem jen do té doby, než do jeho života vstoupí asi 12letá Mathilda (Natalie Portmanová), jejíž rodina byla kvůli drogám vyvražděna zkorumpovaným policistou (Gary Oldman). Náhodou se jí podaří utéct osudu a je zachráněna Leonem. Od něj se chce naučit, jak být dobrým vrahem, aby mohla pomstít svého čtyřletého bratra, kterého je jí doopravdy líto. Ovšem policie zjistí, že utekla a začíná nelítostný hon, na jehož konci Leon spolu s policistou umírají. Mladá Mathilde se vydává k ředitelce do školy, která jí poskytne ubytování.

## Obsazení
| Jean Reno          | Leone Montana     |
| Gary Oldman        | Norman Stansfield |
| Natalie Portmanová | Mathilda          |
| Danny Aiello       | Tony              |
| Michael Badalucco  | Mathildin otec    |
| Ellen Greeneová    | Mathildina matka  |
| Peter Appel        | Malky             |
| Willi One Blood    | Blood             |
| Samy Naceri        | SWAT              |
| George Martin      | recepční          |